# Krzysztof Varga
Krzysztof Varga (Varsó, 1968. március 21. –) lengyel író, irodalomkritikus, újságíró.

## Élete
Édesanyja lengyel, édesapja magyar származású. Apja kiküldetés útján került Lengyelországba, a Medicornál dolgozott mérnökként, az anyja pedig orvosként, így találkoztak. Az apja Lengyelországban maradt, háta mögött hagyta egész addigi életét. Krzysztofnak az apja előző házasságából van egy féltestvére, aki Zuglóban lakik, de nincsenek közeli kapcsolatban. Krzysztof gyerekként gyakran Magyarországon vakációzott, de az édesapja halála (2005) után fedezte fel igazán az országot.
A Varsói Egyetem Lengyel Tanulmányainak Karán végzett. A Gazeta Wyborcza kulturális osztályának szerkesztője volt. A Debreceni angyalok gyűjteményével debütált. 1996-ban az XL zenemagazinban dolgozott. A kilencvenes évektől kezdve gyakran jött Budapestre magyar nyelvet tanulni. Újságíróként ott volt a 2006-os zavargásoknál, kint volt a Kossuth téri tüntetéseken, a különböző városi összecsapásoknál.
Háromszor jelölték a Nike Irodalmi Díjra: a 2002-ben a Tequila, 2008-ban a Műmárvány síremlék és 2009-ben a Turulpörkölt című alkotásáért, ez utóbbi regényéért el is nyerte a rangos elismerést.
2014-ben megkapta a Lengyelország Újjászületése érdemrendet.

## Művei
- Pijany anioł na skrzyżowaniu ulic (1992) Részeg angyal az utcák kereszteződésén
- Chłopaki nie płaczą (1996) A srácok nem sírnak
- Bildungsroman (1997)
- Śmiertelność (1998) Halálozás
- 45 pomysłów na powieść. Strony B singli 1992–1996 (1998) 45 ötlet egy regényhez. A B oldalas kislemez 1992–1996
- Tequila (2001)
- Karolina (2002)
- Nagrobek z lastryko (2007) Műmárvány síremlék
- Gulasz z turula (2008) Turulpörkölt
- Aleja Niepodległości (2010) Függetlenség sugárút
- Trociny (2012) Fűrészpor
- Polska mistrzem Polski (2013) Lengyelország a lengyel bajnok
- Czardasz z mangalicą (2014) Mangalicacsárdás
- Masakra (2015) Mészárlás
- Langosz w jurcie (2016) Lángos a jurtában
- Egzorcyzmy księdza Wojciecha (2017) Wojciech atya ördögűzése
- Sonnenberg (2018)

### Magyarul
- Fejlődésregény; Tequila ford. Pálfalvi Lajos, Keresztes Gáspár; Poligráf, Dunakeszi, 2008
- Műmárvány síremlék; ford. Pálfalvi Lajos; Európa, Bp., 2011
- Függetlenség sugárút; ford. Pálfalvi Lajos; Európa, Bp., 2012

#### Turul-trilógia
- Turulpörkölt; ford. Hermann Péter; Európa, Bp., 2009
- Mangalicacsárdás; ford. Pálfalvi Lajos; Európa, Bp., 2015
- Lángos a jurtában; ford. Pálfalvi Lajos; Európa, Bp., 2017

## Fordítás
- Ez a szócikk részben vagy egészben  a   Krzysztof Varga című lengyel Wikipédia-szócikk ezen változatának fordításán alapul.  Az eredeti cikk szerkesztőit annak laptörténete sorolja fel. Ez a jelzés csupán a megfogalmazás eredetét és a szerzői jogokat jelzi, nem szolgál a cikkben szereplő információk forrásmegjelöléseként.